# Zwergwildschwein
Das Zwergwildschwein (Porcula salvania, Syn.: Sus salvania) ist eine Säugetierart aus der Familie der Echten Schweine (Suidae). In den 1960er Jahren galt das Zwergwildschwein bereits als ausgestorben, wurde jedoch 1971 wiederentdeckt. Durch Zucht- und Auswilderungsprogramme steigt die Anzahl der Tiere in Indien langsam wieder an. Laut IUCN gilt die kleinste Schweineart als stark gefährdet.

## Beschreibung
Die Männchen erreichen eine Kopf-Rumpf-Länge von 65 bis 70 Zentimetern, die Weibchen kommen auf 55 bis 62 Zentimeter. Die Schulterhöhe beträgt 20 bis 30 Zentimeter, der Schwanz ist ein kurzer Stummel von 2 bis 3 Zentimetern Länge. Das Gewicht beträgt bei den Männchen 7,7 bis 11,8 Kilogramm und bei den Weibchen 6,6 bis 7,6 Kilogramm. Die Männchen sind robuster gebaut und haben außerdem längere Eckzähne als die Weibchen. Der Körper ist abgerundet und die Beine sind verhältnismäßig kurz. Das Fell ist graubraun gefärbt, an der Unterseite ist es etwas heller.

## Verbreitung und Lebensraum
Zwergwildschweine sind im nördlichen Südasien beheimatet; ihr ursprüngliches Verbreitungsgebiet umfasste das nordöstliche Indien sowie das südliche Nepal und Bhutan. Heute leben sie allerdings nur mehr in zwei Wildparks im indischen Bundesstaat Assam. Ihr Lebensraum sind dichte, hochgewachsene Grasländer, die oft mit Bäumen und Büschen bestanden sind.

## Lebensweise
Zwergwildschweine leben in Familiengruppen aus meist vier bis fünf Tieren, die sich aus einem oder zwei Weibchen und ihrem Nachwuchs zusammensetzen. Die erwachsenen Männchen leben außerhalb der Paarungszeit einzelgängerisch, halten aber manchmal losen Kontakt zu der zugehörigen Familie. Die Tiere sind eher tagaktiv, ruhen aber während der Mittagshitze. Aufgeschreckte Zwergwildschweine erreichen hohe Laufgeschwindigkeiten; der Naturforscher Brian Houghton Hodgson, der sie als erstes wissenschaftlich beschrieb, berichtet jedoch auch, dass sie furchtlos Störer attackieren würden.
Als einzige Schweine benutzen Zwergwildschweine das ganze Jahr über Schlafnester. Dazu graben sie eine Mulde, die mit Gräsern und anderem Pflanzenmaterial gepolstert wird. Nester werden von der Familiengruppe gemeinsam benutzt, was auch dazu beiträgt, den Wärmeverlust in kalten Nächten zu verringern.

## Nahrung
Zwergwildschweine sind wie die meisten Schweine Allesfresser. Sie nehmen Wurzeln, Knollen, Früchte und andere Pflanzen, aber auch Insekten, Eier, kleine Wirbeltiere und Aas zu sich. Sie verbringen rund sechs bis zehn Stunden pro Tag mit der Nahrungssuche. Während der Nahrungssuche durchwühlen sie in schweinetypischer Weise den Boden. Während der Nahrungssuche halten sie durch Grunzlaute mit anderen Mitgliedern ihrer Gruppe Kontakt.

## Fortpflanzung und Jungenaufzucht

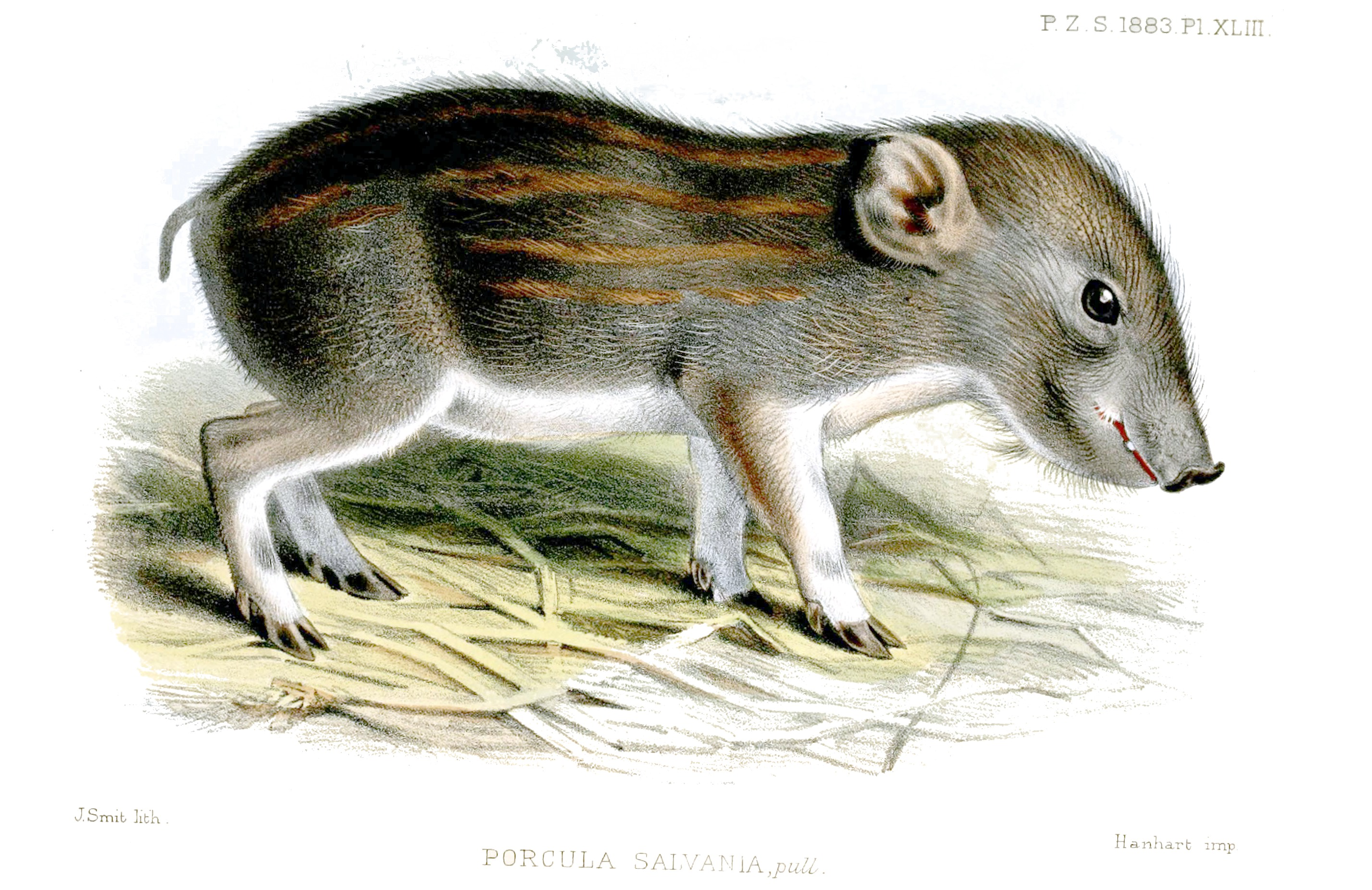
Zeichnung eines Jungtiers, Joseph Smit, 1885

Nach einer Tragzeit von rund 100 Tagen kommen gewöhnlich drei bis vier Junge zur Welt. Die Reproduktion ist saisonal und erreicht bei Beginn des Monsuns Ende April bis Mai ihren Höhepunkt. Die Jungtiere erreichen bei der Geburt eine Größe von 16 bis 19,5 Zentimetern und ein Gewicht von 133 bis 250 Gramm. Die Haut hat zunächst eine gräulich-rosa Färbung. Nach ungefähr 11 Tagen bekommen die Jungen ein braun-gelb gestreiftes Fell. Die Aufzucht geschieht durch die Weibchen der Familiengruppe. Die Geschlechtsreife tritt mit 13 bis 33 Monaten ein, das Höchstalter dieser Tiere kann 10 bis 12 Jahre betragen.

## Systematik
Das Zwergwildschwein wurde im Jahr 1848 durch den britischen Naturforscher Brian Houghton Hodgson erstmals wissenschaftlich beschrieben und der gleichzeitig mit der Erstbeschreibung eingeführten Gattung Porcula zugeordnet. Später wurde die Art als Schwesterart des Wildschweins (Sus scrofa) der Gattung Sus zugeordnet. Eine im Jahr 2007 veröffentlichte Analyse der mitochondrialen DNA ergab jedoch, dass das Zwergwildschwein nicht nahe mit dem Wildschwein verwandt ist und einer eigenständigen Gattung zugeordnet werden muss. Im Huftierband des Handbook of the Mammals of the World, einem Standardwerk zur Mammalogie, wird das Zwergwildschwein wieder als einzige Art der Gattung Porcula zugeordnet.

## Zwergwildschweine und Menschen

### Gefährdung und Erhaltungsmaßnahmen
Zwergwildschweine zählen zu den bedrohten Arten. Die Gründe dafür liegen einerseits in der Bejagung wegen ihres Fleisches, andererseits in der Zerstörung des Lebensraumes durch Siedlung, Überweidung, landwirtschaftliche Beeinträchtigung, Brandrodung und Hochwasserregulierungsprojekte. Diese Gründe haben dazu geführt, dass die Bestände drastisch zurückgingen, und Ende der 1950er-Jahre hielt man das Zwergwildschwein bereits für ausgestorben.
1971 wurde die Art von John Tessier Yandell, einem Sekretär vom Assam Wildlife Management, im Manas-Nationalpark in Assam wiederentdeckt; daneben fand man noch eine kleine Population im Barnadi-Wildreservat. Für Auswilderungsprojekte wird die Art seit den 1990er Jahren nachgezüchtet. Im Jahr 2021 wurde die Anzahl der geschlechtsreifen Tiere in freier Wildbahn auf 300 bis 400 Zwergwildschweine geschätzt, während 76 weitere Schweine in Gefangenschaft gehalten wurden.
Zwischen 2008 und 2020 wurden insgesamt 130 Zwergschweine in Assam in die freie Wildbahn entlassen. Das Pygmy Hog Conservation Programme will nach Angaben des Projektleiters dafür sorgen, dass im Laufe der nächsten fünf Jahre 60 weitere Schweine im Manas-Nationalpark ausgewildert werden.
Die IUCN klassifizierte das Zwergwildschwein zuletzt 2019 in der Gefährdungsstufe als „stark gefährdet“ (endangered), wobei die verwendeten Daten allerdings aus dem Jahr 2016 stammen und somit bereits nicht mehr aktuell sind.
1977 wurden im Fell von Zwergwildschweinen drei Exemplare der ektoparasitisch lebenden Laus Haematopinus oliveri gefunden, die seitdem nicht mehr nachgewiesen wurde.

### Zoohaltung
Das Zwergwildschwein war bisher nur höchst selten in westlichen Zoos zu sehen. Im 19. Jahrhundert hielten der Berliner und der Londoner Zoo diese Tiere. 1976 erhielt der Zoo Zürich das Pärchen Cal und Cutta, das sehr bekannt wurde. Cutta wurde 1977 Mutter von fünf Frischlingen, starb allerdings, als die Jungen drei Monate alt waren. Die Aufzucht der Jungen gelang jedoch. 1978 starb das letzte Weibchen, Dira, an den Folgen einer schweren Geburt. Die letzten Eber starben 1984. 
Derzeit können aufgrund veterinärmedizinischer Bestimmungen keine Exemplare aus Asien in westliche Zoos gebracht werden. Aktuell ist der einzige Halter von Zwergwildschweinen weltweit die oben erwähnte Zuchtstation in Indien, die vom Durrell Wildlife Conservation Trust unterstützt wird.